# راي سالازار
راي سالازار (بالإنجليزية: Ray Salazar)‏ هو عسكري أمريكي، ولد في 25 أغسطس 1931 في إل باسو في الولايات المتحدة، وتوفي في 28 أبريل 2016.